# Kainan
Kainan (jap. 海南市, -shi) ist eine Stadt in der japanischen Präfektur Wakayama.

## Geographie
Kainan liegt südlich von Wakayama.

## Sehenswürdigkeiten
- Onzansō-en (温山荘園, Garten)

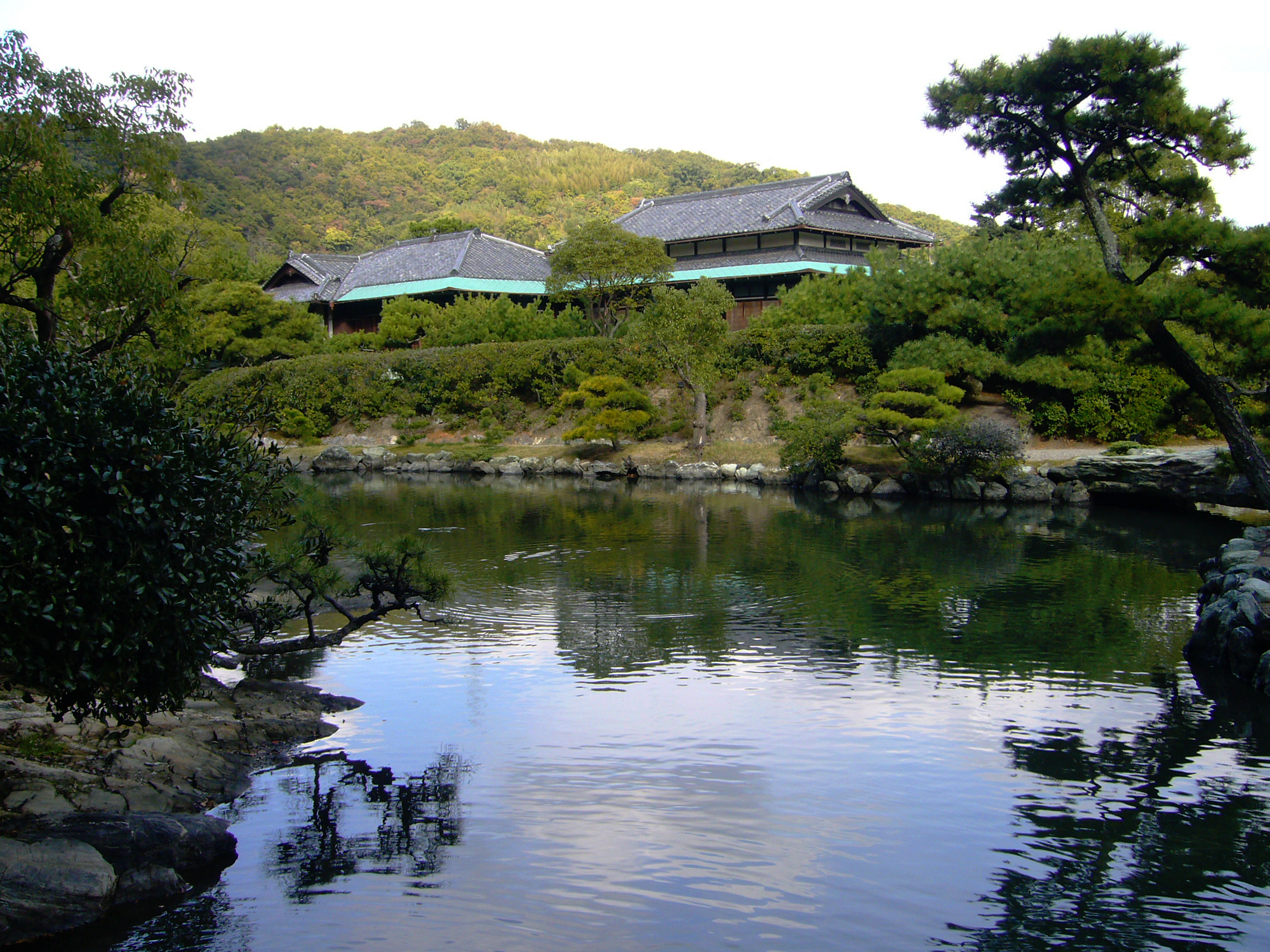
Onzansō-en

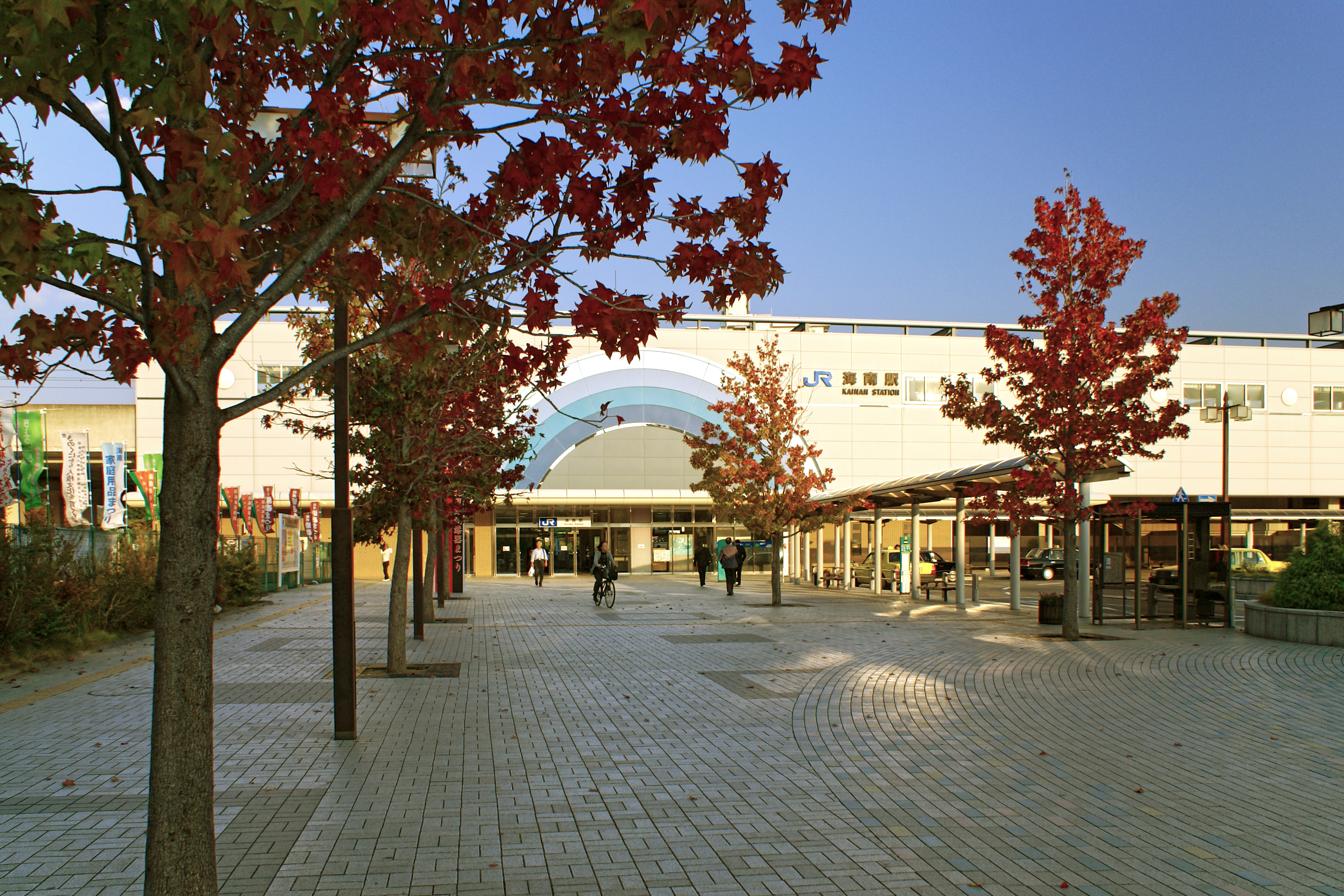
Bahnhof von Kainan

- Chōkyū-tei (長久邸, Adelssitz bekannt für seinen Garten mit einem sehr großen Teich)
- Kuroe (黒江, historisches Dorf in dem Lackarbeiten gefertigt wurden)
- Chōhō-ji (長保寺, Tempel)
- Zenpuku-in (善福院, Tempel)

## Verkehr
Kainan ist über die Hanwa-Autobahn sowie die Nationalstraßen 42, 370 und 424 erreichbar. Der Bahnhof Kainan liegt an der Kisei-Hauptlinie der Bahngesellschaft JR West. Die vom Bahnhof Hikata aus verlaufende Nogami-Linie nach Tozanguchi wurde 1994 stillgelegt. Außerdem war Kainan von 1929 bis 1971 an das Netz der Straßenbahn Wakayama angebunden.

## Söhne und Töchter der Stadt
- Onoda Hirō (1922–2014), Nachrichtenoffizier
- Masatoshi Ishida (* 1952), Politiker
- Yūichi Komano (* 1981), Fußballspieler

## Weblinks

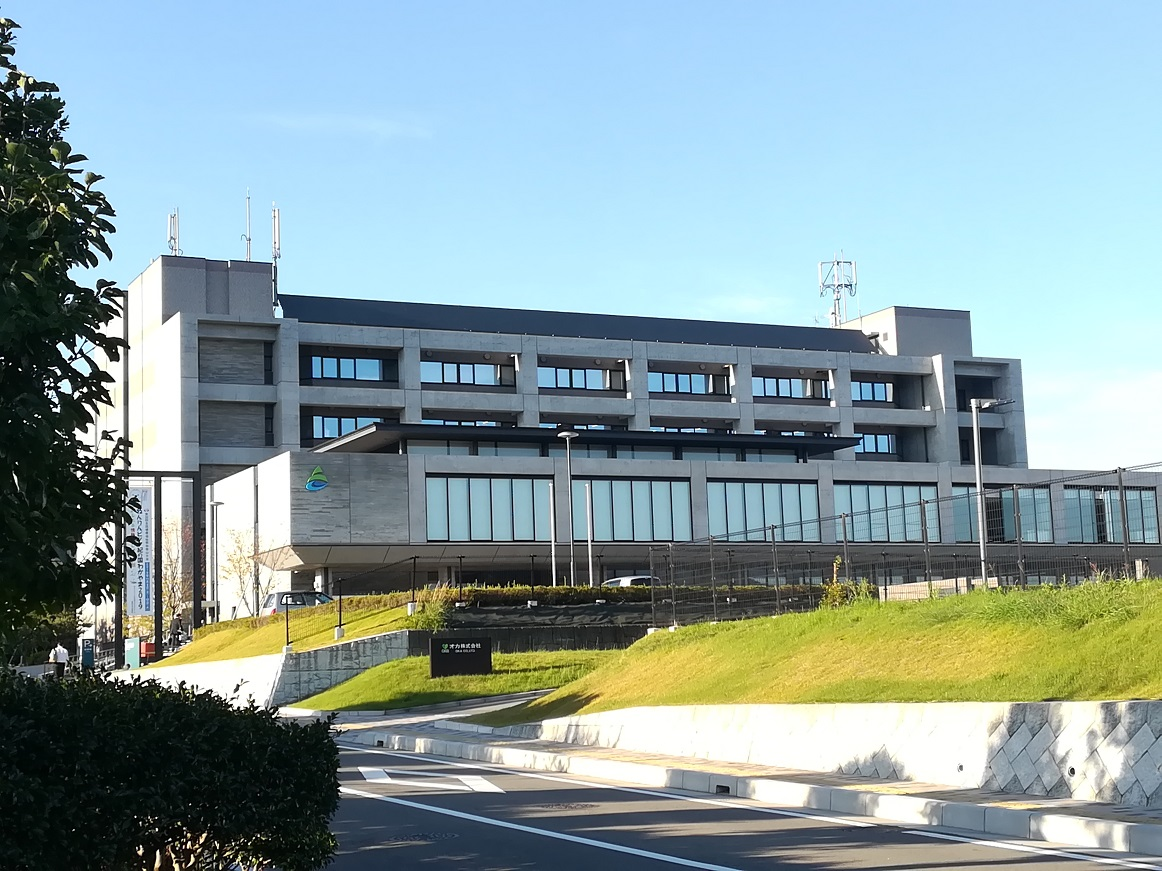
Ehemaliges Rathaus von Kainan

## Angrenzende Städte und Gemeinden
- Wakayama
- Kinokawa
- Arida